# Lissonota otaruensis
Lissonota otaruensis là một loài tò vò trong họ Ichneumonidae.